# Jižní Korea na Letních olympijských hrách 1996
Jižní Koreu na Letních olympijských hrách v roce 1996 reprezentovala výprava 301 sportovců (189 mužů a 111 žen) ve 25 sportech.

## Medailisté
| Medaile | Jméno | Sport                | Soutěž                       |
| ------- | --- | -------------------- | ---------------------------- |
| Zlato   | Kim Kyung-Wook | Lukostřelba          | Ženy jednotlivci             |
| Zlato   | Kim Kyung-Wook Kim Jo-Sun Yoon Hye-Young | Lukostřelba          | Družstvo žen                 |
| Zlato   | Kim Dong-moon Gil Young-ah | Badminton            | Smíšená čtyřhra              |
| Zlato   | Bang Soo-hyun | Badminton            | Ženy dvouhra                 |
| Zlato   | Čon Ki-jong | Judo                 | Muži -86 kg                  |
| Zlato   | Čo Min-son | Judo                 | Ženy -66 kg                  |
| Zlato   | Sim Kwon-ho | Zápas                | muži, řecko-římský do 48 kg  |
| Stříbro | Oh Kyo-Moon Kim Bo-Ram Jang Yong-Ho | Lukostřelba          | Družstvo mužů                |
| Stříbro | Lee Bong-Ju | Atletika             | Muži maratonský běh          |
| Stříbro | Yeo Hong-Chul | Sportovní gymnastika | Muži přeskok                 |
| Stříbro | Park Joo-bong Ra Kyung-min | Badminton            | Smíšená čtyřhra              |
| Stříbro | Gil Young-ah Jang Hye-ock | Badminton            | Ženy čtyřhra                 |
| Stříbro | Lee Seung-Bae | Box                  | Muži váha polotěžká do 81 kg |
| Stříbro | You Jae-Sook Lim Jeong-Sook Oh Seung-Shin Woo Hyun-Jung Lee Eun-Young Lee Eun-Kyung Lee Ji-Young Lim Myung-Ok Kwon Chang-Sook Kwon Soo-Hyun Choi Mi-Soon Jeon Young-Sun Jin Deok-San Chang Eun-Jung Cho Eun-Jung Choi Eun-Kyung | Pozemní hokej        | Turnaj žen                   |
| Stříbro | Cho Eun-Hee Han Sun-Hee Hong Jeong-Ho Huh Soon-Young Kim Cheong-Sim Kim Eun-Mi Kim Jeong-Mi Kim Mi-Sim Kim Rang Kwag Hye-Jeong Lee Sang-Eun Lim O-Kyeong Moon Hyang-Ja Oh Sung-Ok Oh Yong-Ran Park Jeong-Lim                    | Házená               | Turnaj žen                   |
| Stříbro | Kwak Dae-Sung | Judo                 | Muži -73 kg                  |
| Stříbro | Kim Min-Soo | Judo                 | Muži -100 kg                 |
| Stříbro | Hjon Suk-hui | Judo                 | Ženy -52 kg                  |
| Stříbro | Čong Son-jong | Judo                 | Ženy -56 kg                  |
| Stříbro | Jang Jae-Sung | Zápas                | muži, volný styl do 62 kg    |
| Stříbro | Pak Čang-sun | Zápas                | muži, volný styl do 74 kg    |
| Stříbro | Jang Hjon-mo | Zápas                | muži, volný styl do 82 kg    |
| Bronz   | Oh Kyo-Moon | Lukostřelba          | Muži jednotlivci             |
| Bronz   | Čo In-čchol | Judo                 | Muži -81 kg                  |
| Bronz   | Čong Song-suk | Judo                 | Ženy -61 kg                  |
| Bronz   | Yoo Nam-Kyu Lee Chul-Seung | Stolní tenis         | Muži čtyřhra                 |
| Bronz   | Ryu Ji-Hae Park Hae-Jung | Stolní tenis         | Ženy čtyřhra                 |